# Salvatore Landolina
Salvatore Landolina (Sanluri, 12 settembre 1944) è un attore e doppiatore italiano.

## Biografia
Frequenta la civica scuola del Piccolo Teatro di Milano diretta da Paolo Grassi dal 1967 al 1970. Debutta nel 1971 al fianco di Ferruccio Soleri, leggendario Arlecchino, nello spettacolo Arlecchino, l'amore, la fame con Graziella Galvani. La sua esperienza continua alla Piccola Scala con La misura, il mistero di Gianfranco Bettetini e Angelo Paccagnini. Nel 1972 inizia la collaborazione con la Loggetta di Brescia diretta da Renato Borsoni dove interpreta tra l'altro Don Milani e Brescia 1920. Con la Fantastica visione di Giuliano Scabia e con Roberto Vezzosi, inizia un lungo sodalizio artistico con Massimo Castri prendendo parte con ruoli da protagonista a suoi numerosi spettacoli: come La tempesta di William Shakespeare con Ruggero Dondi, Clara Zovianoff, Sergio Reggi, Carlo Boso, Tullia Piredda e Daniela Gara, Vestire gli ignudi di Luigi Pirandello con Ruggero Dondi, Aldo Engheben, Tullia Piredda, Annamaria Lisi e Clara Zovianoff, Edipo re di Seneca con Ruggero Dondi, Patrizia Zappa Mulas e Virginio Gazzolo.
Risale proprio a quel periodo un'amicizia di lunga durata con Ruggero Dondi il cui primo esito fu uno spettacolo di Castri (autore e regista) Il Bianco, l'Augusto e il Direttore, in cui, affiancato da Dondi nel ruolo del Bianco e da Pieremilio Gabusi in quello del Direttore, poi sostituito da Ermes Scaramelli, interpreta un esilarante Augusto. Con il Gruppo della Rocca prende parte al Tumulto dei Ciompi per la regia di Roberto Guicciardini con Alvaro Piccardi, Paila Pavese e Mario Mariani. Mentre al Teatro dell'Elfo: Amanti scritto e diretto da Gabriele Salvatores con Corinna Agustoni. Al piccolo Teatro di Milano recita ne l’Intermezzo di J. Giraudoux con Giulia Lazzarini, Ferruccio De Ceresa, Camillo Milli, Massimo Foschi e Franco Graziosi per la regia di Carlo Battistoni.
Al Teatro delle Erbe Costituzione di un capitale di base di G.Turano con Milvia Marigliano e Pedro Sarubbi Ruzzi con la regia di Alberto Ferrari. Nella stagione 1991-1992 si trova allo Stabile di Genova con Nathan il saggio di Gotthold Ephraim Lessing con Eros Pagni, Ugo Maria Morosi, Mario Cei, Virgilio Zernitz e Dorotea Aslanidis per la regia di Guido de Monticelli. Nel 2006, dopo 14 anni di assenza dalle scene, torna al teatro in una rivisitazione del regista Leo Muscato del celebre testo shakesperiano Romeo e Giulietta, nati sotto contraria stella in una produzione Leart. Qui è un Romeo un po' attempato, buffo e commovente nel suo disperato amore per Giulietta (interpretata da Dondi). È affiancato da Marco Gobetti, Ernesto Mahieux, Giordano Mancioppi, Pier Francesco Loche, Paolo Bessegato, Giulio Baraldi, Dario Buccino. Lo spettacolo conoscerà circa 300 repliche sino al febbraio 2012.
Sempre con la Leart ha interpretato "Krogstad" in Casa di bambola di Heinrich Ibsen con la regia di Leo Muscato, affiancato da Lunetta Savino, Ruggero Dondi, Paolo Bessegato e Carlina Torta. Ha preso parte a diversi film per il cinema e per la TV, fra cui Ho fatto splash e Ladri di saponette di Maurizio Nichetti, Happy family di Gabriele Salvatores, La valle dei pioppi di Salvatore Nocita e Servo d'amore di Sandro Bolchi. Negli anni Ottanta ha interpretato il personaggio di "Marrabbio" in quattro serie di Kiss Me Licia e sempre in quegli anni doppia, tra l'altro, il "cattivo" di Sentieri Roger Thorpe. Ha inoltre avuto una lunga attività come direttore di doppiaggio.

## Filmografia
- Ho fatto splash, regia di Maurizio Nichetti (1980)
- Domani si balla!, regia di Maurizio Nichetti (1982)[1]
- Ladri di saponette, regia di Maurizio Nichetti (1989)
- Servo d'amore, regia di Sandro Bolchi (1995)
- Happy Family, regia di Gabriele Salvatores (2010)

## Teatro
- Arlecchino, l'amore, la fame
- La misura, il mistero di Gianfranco Bettettini e Angelo Paccagnini
- Don Milani di Mina Mezzadri
- Brescia 1920 di Nuccio Ambrosino
- Dal '30 al '40 la pecora la canta di Nuccio Ambrosino
- Fantastica visione di Giuliano Scabia
- È arrivato Pietro Gori, anarchico pericoloso e gentile
- Costruttori d'imperi di Boris Vian
- La tempesta di William Shakespeare
- Un uomo è un uomo di Bertolt Brecht
- Vestire gli ignudi di Luigi Pirandello
- Edipo re di Seneca
- Così è se vi pare di Luigi Pirandello
- Il Bianco, l'Augusto e il direttore
- Tumulto dei Ciompi, regia di Roberto Guicciardini
- Amanti di Gabriele Salvatores
- Il bugiardo di Carlo Goldoni, regia di Alvaro Piccardi
- Il grande, il piccolo di Botho Strauss, regia di Carlo Battistoni
- Il Conte di Carmagnola di Alessandro Manzoni, regia di Lamberto Puggelli
- Costituzione di un capitale di base di G.Turano, regia di Alberto Ferrari
- La crociata dei bambini di Marcel Schwob, regia di Giuseppe Di Leva
- Romeo e Giulietta, nati sotto contraria stella di William Shakespeare, regia di Leo Muscato
- Casa di bambola di Heinrich Ibsen, regia di Leo Muscato

## Doppiaggio

### Film
- Gary Conway in Liberty & Bash
- George Wendt in Dennis colpisce ancora
- John Finn in Safe Sex - Tutto in una notte
- Richard Fancy in Agguato nell'isola della morte
- Milo O'Shea in Il garzone del macellaio

### Film TV e Miniserie
- Robert Stephens in Olocausto
- Eric Keenleyside in Bang bang, sei morto

### Serie televisive
- Brian Kelly in Flipper

### Soap opera
- Michael Zaslow, Dennis Parlato e Porfirio Figueroa in Sentieri
- Michael Zaslow in Una vita da vivere

### Cartoni animati
- Ed in T-Rex
- Joe in Video Power
- Palmiro in Tiritere e ghirigori per due topi in mezzo ai fiori
- Sampiemousse in Anatole
- Harvey Dent/Due-Facce in Batman
- Sciagura in Il pericolo è il mio mestiere
- Bau il cane Fox Busters - Galline alla riscossa
- Malko in All'arrembaggio Sandokan
- Indigeno in Pippo e Menelao
- Arthur Young in Tommy, la stella dei Giants
- Ambrogio in City Hunter
- Jim in Automodelli - Mini 4WD
- Ispettore Matsuda in Moon Mask Rider
- Benzinaio in Le voci della savana